# Antenne Bethel
Antenne Bethel est une station de radio associative locale de Bielefeld, en Allemagne.
Antenne Bethel est une association liée à la Fondation von Bodelschwingh de Bethel.

## Histoire
Depuis le début de la diffusion de son programme, le 4 novembre 2000, Antenne Bethel est la seule radio allemande limitée à un quartier, en l'occurrence celui de Bethel ; elle diffuse également depuis novembre 2013[réf. souhaitée] dans le quartier d'Eckardtsheim.
Auparavant, le programme créé par l'Institution Bethel était diffusé par câble, au sein de l'hôpital et des habitations du quartier[réf. souhaitée].

## Programme
Le programme est conçu par les bénévoles de l'association et des habitations du quartier, avec les patients de l'institution, notamment les personnes handicapées. Il s'agit principalement d'une émission d'informations locales diffusée dans la semaine de 18 h à 19 h ; elle est rediffusée le lendemain de 13 h à 14 h. Le samedi est diffusé un résumé. Le dimanche, on retransmet le culte de l'église de Sion, dans le quartier de Bethel, à 10 h.
Le reste du temps est consacré à une programmation musicale.

### Source de la traduction
- (de) Cet article est partiellement ou en totalité issu de l’article de Wikipédia en allemand intitulé « Antenne Bethel » (voir la liste des auteurs).